# Província d'Ararat
Ararat és una de les deu províncies (marz) d'Armènia. És al sud del país, fronterera amb Turquia i l'Azerbaidjan. La capital n'és Artaixat. Té una superfície de 2.090 km², i l'any 2013 tenia 261.400 habitants.

## Geografia

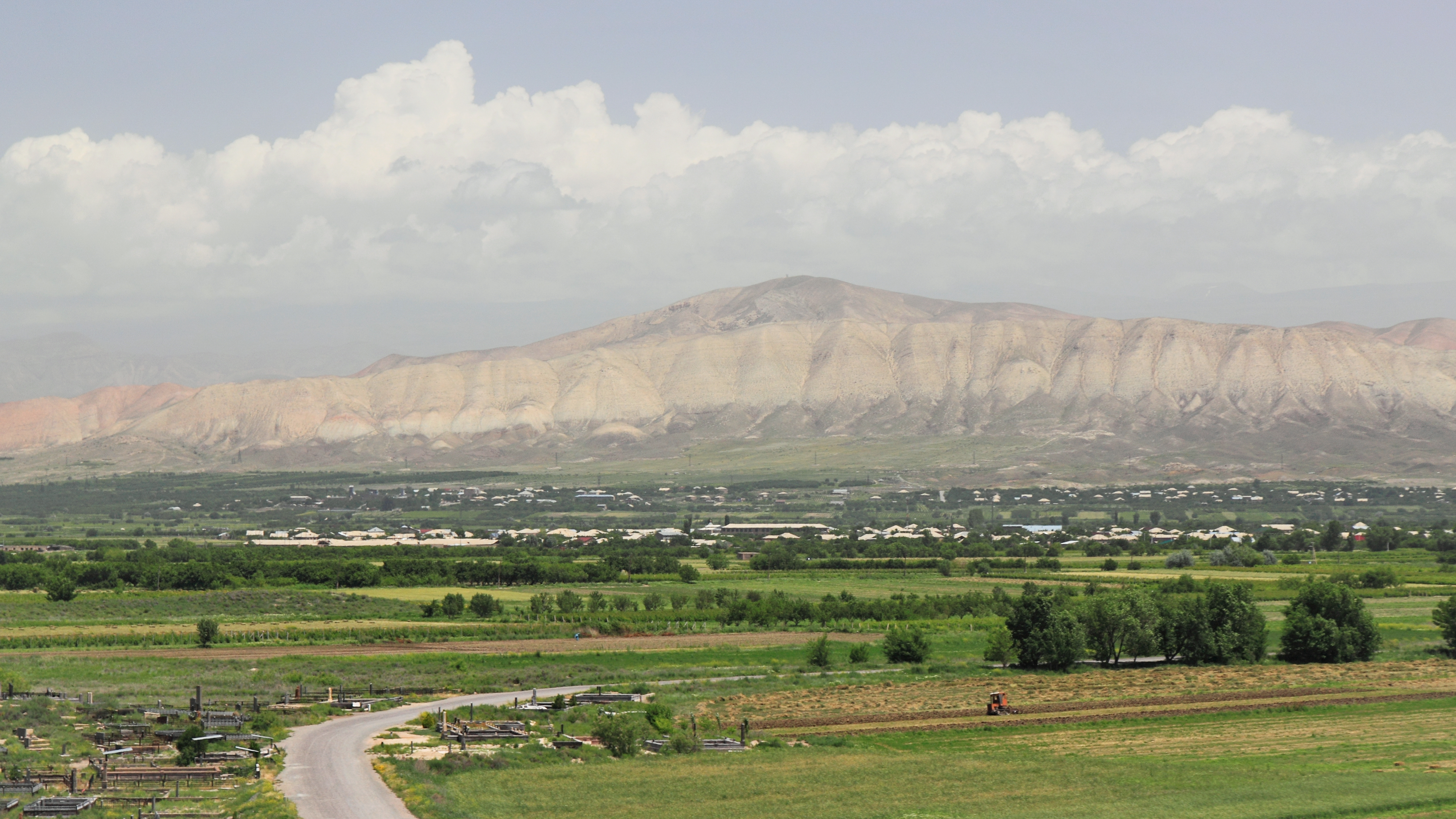
Muntanyes de Yerakh al centre de la província

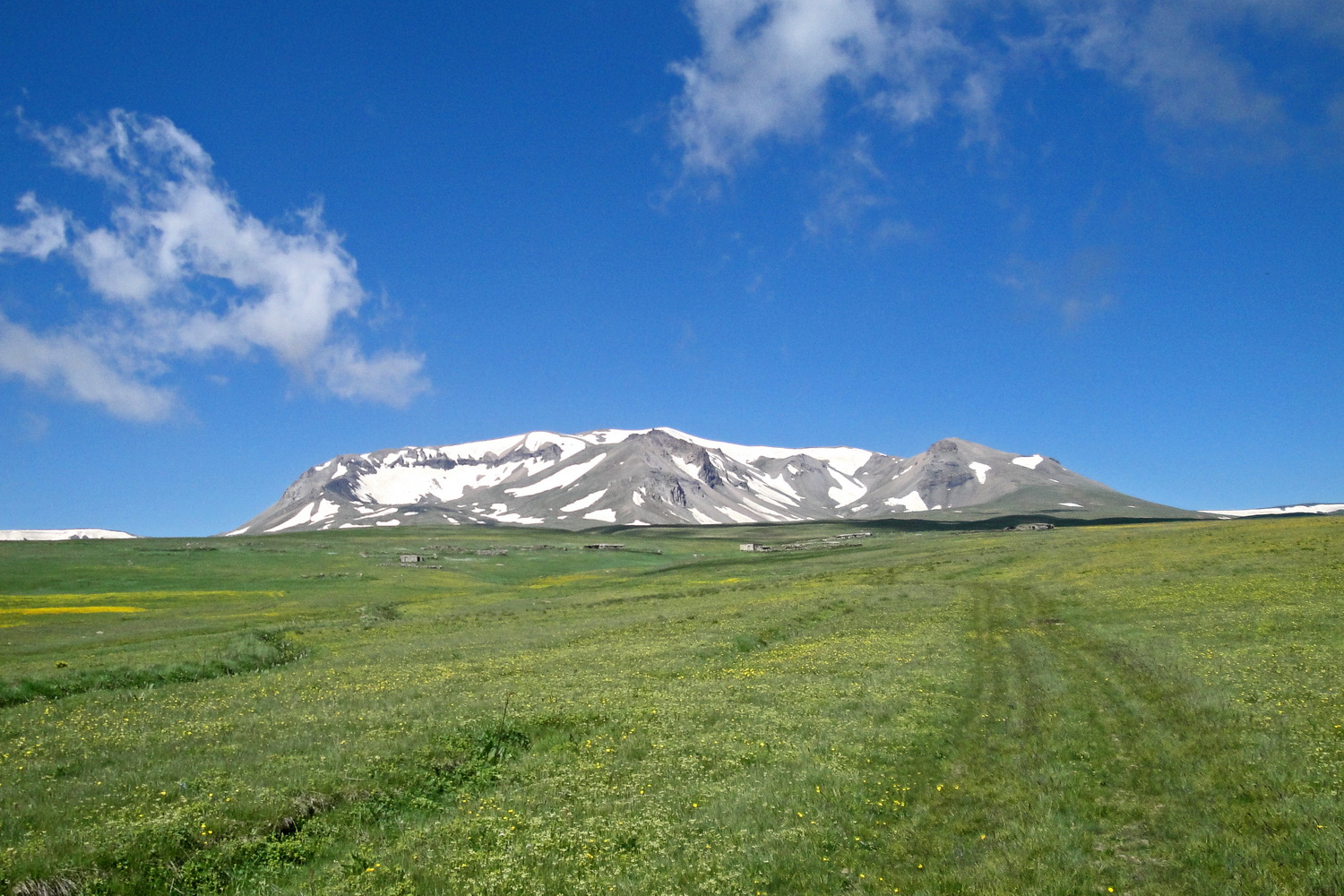
Muntanya Spitakasar, el punt més alt de la província

Ararat ocupa l'oest de la part central de l'actual Armènia. Pel nord, fa frontera amb les províncies d'Armavir, Erevan i Kotayk. Per l'est, amb Geghark'unik i Vaiots Dzor. Per l'oest, limita amb la província de Tsolakert, de Turquia, i pel sud amb la República Autònoma de Nakhtxivan, de l'Azerbaidjan.
La província és situada al sud-oest de la plana d'Ararat, envoltada de les muntanyes de Yeranos, al nord, les muntanyes de Geghama, Dahnak i Mzhkatar per l'est, les muntanyes d'Urts pel sud i el riu Araxes per l'oest. Al centre de la província hi ha les muntanyes de Yerakh. Només el 30% de la província és pla.
El punt més alt n'és el cim Spitakasar, de les muntanyes de Geghama, amb 3.560 m. El punt més baix es troba a 801 m, a la vall de l'Araxes. La hidrografia està marcada pels rius Araxes, Hrazdan, Azat i Vedí.
És formada pels districtes o raions d'Ararat, Artshat i Massís.

## Divisió administrativa
La província d'Ararat està dividida en 5 municipis: Ararat, Artaixat, Massís, Vedi i Verín Dvin, una comunitat rural habitada per assiris. Els 4 primers municipis són considerats urbans i la seva capital està a la ciutat homònima.

## Història
La regió que actualment conforma la província d’Ararat és una de les primeres zones poblades pels habitants de l’Altiplà d'Armènia. El seu territori comprèn principalment tres cantons de l’antiga província històrica d’Airarat: Vostan Hayots, Urtsadzor i Arats. El cantó de Vostan Hayots és conegut des de l’establiment del Regne d’Armènia sota la dinastia dels Artàxides, a començaments del segle II aC. Les antigues capitals armènies d’Artaxata —fundada l’any 176 aC— i de Dvin —fundada al segle IV dC— es trobaven dins els límits d’aquest cantó. Els altres dos cantons, Urtsadzor i Arats, són esmentats per primer cop al segle V dC per l’historiador Eliseu en la seva obra Història de Vardan i la Guerra Armènia.
Després de la caiguda del Regne d’Armènia l’any 428, la regió passà a formar part de l’Imperi Sassànida de Pèrsia fins a la conquesta àrab d’Armènia a mitjan segle VII. Segons l’historiador del segle VIII Ghevond, els prínceps armenis del cantó d’Urtsadzor participaren en la revolta fracassada de l’any 775 a Erciş contra el domini abbàssida d'Arminiya.
A la darreria del segle IX, els tres cantons foren incorporats al recentment establert Regne Bagràtida d’Armènia. No obstant això, entre els segles XI i XV, la regió patí diverses invasions per part dels seljúcides, mongols, Ag Qoyunlu i Qara Qoyunlu. A començaments del segle XVI, el territori que avui forma part de la província d’Ararat quedà integrat dins del Beglarbegat d’Erevan, sota domini de la Pèrsia safàvida. Durant la primera meitat del segle XVIII, el territori passà a formar part del Kanat de Yerevan, primer sota la dinastia afxàrida i posteriorment sota la dinastia qàdjara de Pèrsia. Aquesta situació es mantingué fins als anys 1827–1828, quan l’Armènia Oriental fou cedida a l’Imperi Rus arran de la Guerra rusopersa de 1826–28 i la posterior signatura del Tractat de Turkmantxai.
Amb la caiguda de l’Imperi Rus i les victòries decisives de les forces armènies sobre els otomans a les batalles de Sardarabad, Abaran i Gharakilisa, la regió s’integrà a la República Democràtica d’Armènia independent al maig de 1918. Tanmateix, els sectors occidentals del territori restaren sota ocupació de l’Imperi Otomà (per mitjà del Tractat de Batum) fins a la seva retirada a finals del mateix any. Entre el juliol de 1919 i mitjan 1920, les regions d’Ararat, Vedibasar i Zangibasar —habitades majoritàriament per àzeris— es revoltaren contra el govern armeni en el marc dels aixecaments musulmans a les regions de Kars i Sharur–Nakhitxevan.
Després de dos anys d’independència, Armènia s’incorporà a la Unió Soviètica al desembre de 1920. Entre els anys 1930 i 1995, el territori de l’actual província d’Ararat quedà dividit en tres raions dins de la RSS d’Armènia: el raion de Massís, el d’Artashat i el d’Ararat (conegut com a raion de Vedi fins a l’any 1968). També existí el raion de Gharabaghlar, creat l’any 1937 però posteriorment dissolt i incorporat al raion de Vedi l’any 1951; el seu centre administratiu era la localitat d’Urtsadzor. Amb la reforma d’administració territorial de 1995, els tres raions foren unificats per constituir l’actual província d’Ararat.

## Cultura

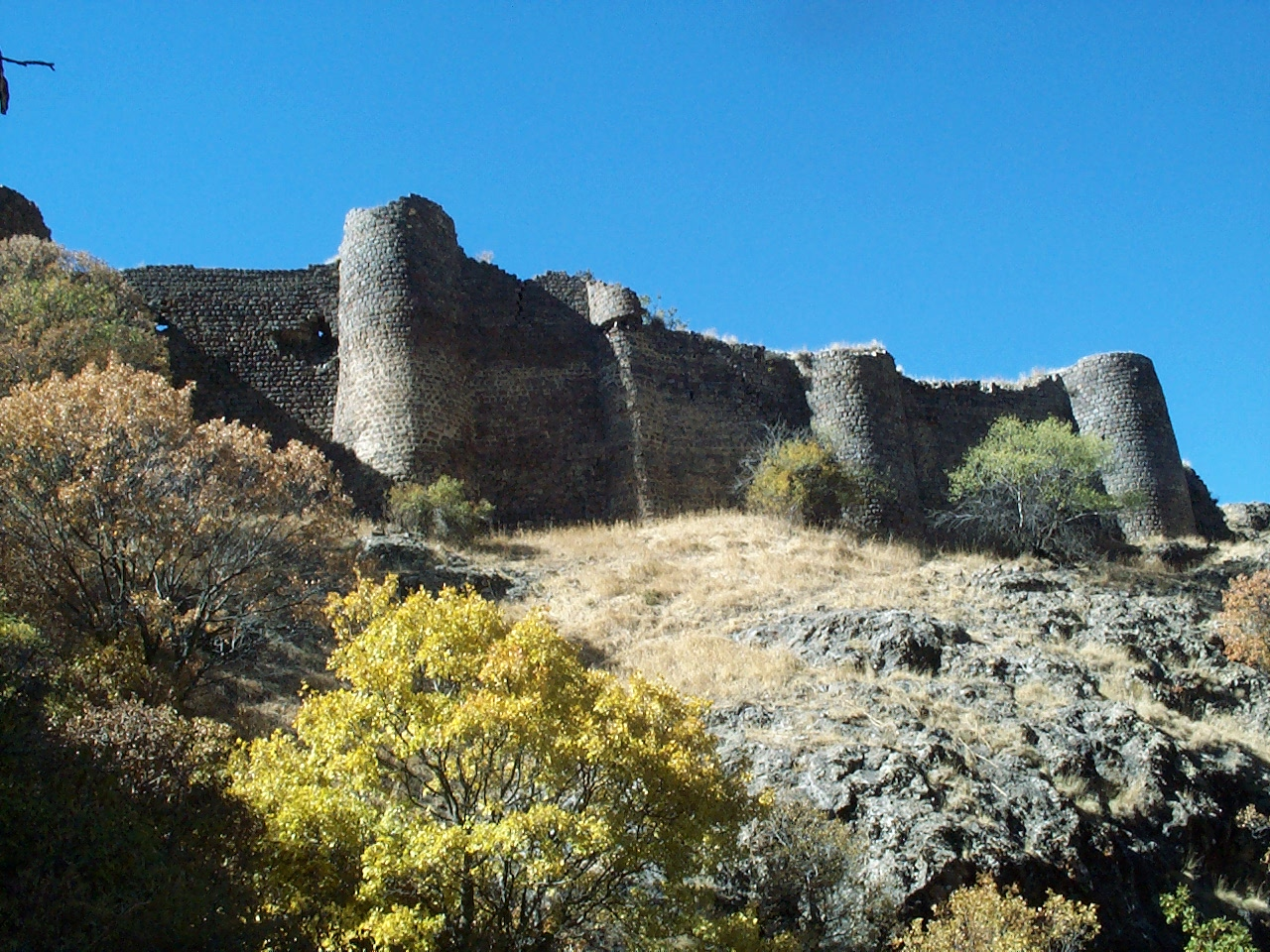
Fortalesa de Kakavaberd, del s. IV

### Fortaleses i jaciments arqueològics
- Jaciment d'Artàxata, capital del Regne d'Armènia entre 185 ae i 120 de
- Jaciment de Dvin, antiga ciutat del s. IV de la dinastia nakharar
- Fortalesa de Kakavaberd, del segle iv, amb vista sobre el riu Azat.
- Fortalesa de Tapi, del s. X, prop d'Urtsazdor[4]
- Mausoleu dels emirs de Qara Qoyunlu a Argavand, construït el 1413. Els Qara Qoyunlu, turcs, governaren Armènia entre 1375 i 1468

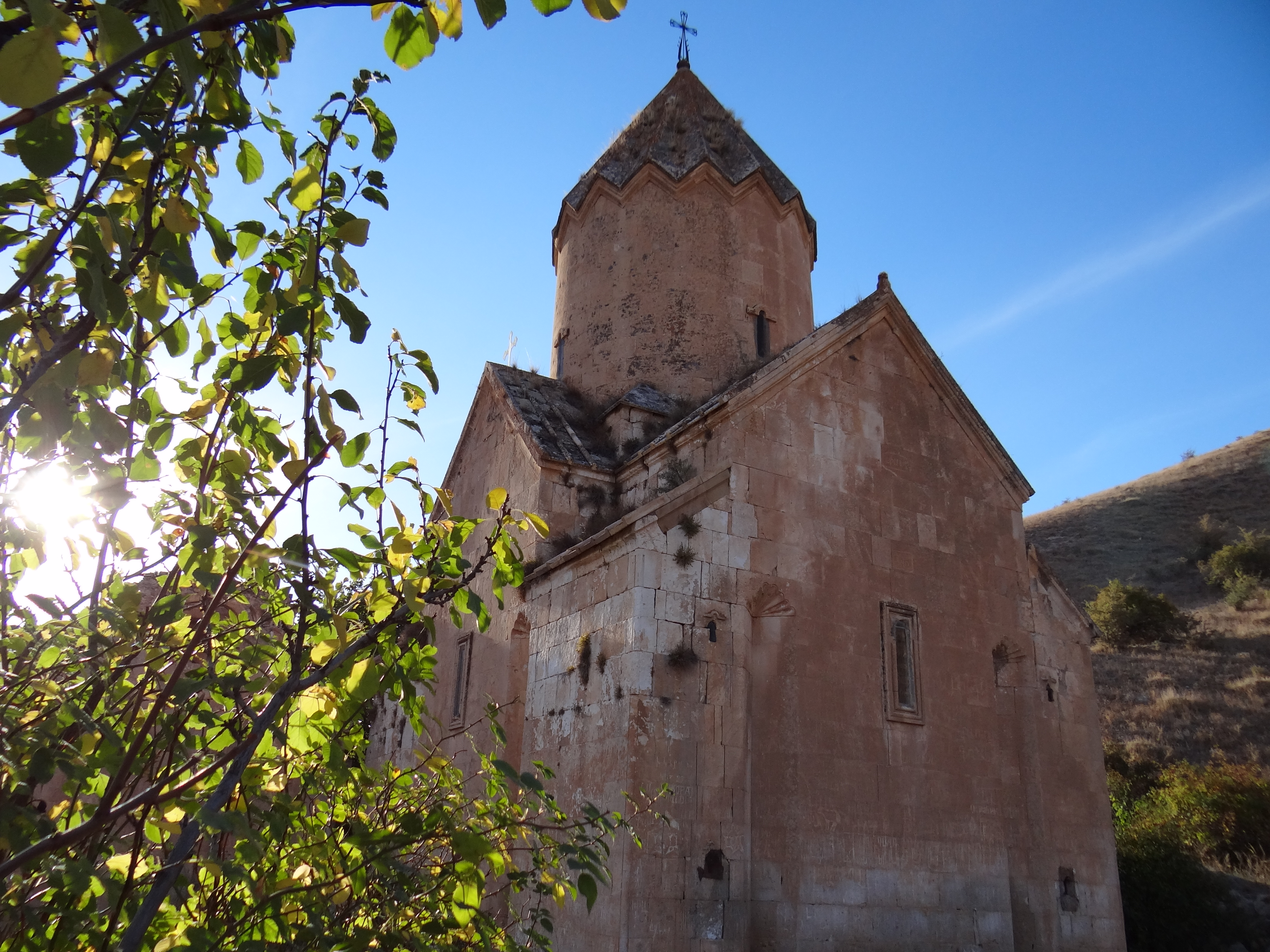
Monestir d'Hovhannes Karapaet

### Esglésies i monestirs
- Monestir d'Aghjots Vank, del s. XIII
- Monestir d'Hovhannes Karapaet, prop de Shaghap, del s. XIII[5]
- Monestir de Khor Virap, del segle XVII[6]

## Transports
La província està unida amb la capital, el sud d'Armènia i la frontera amb Iran a través de l'autopista M-2. Els ciutats d'Artaixat i Ararat, a l'època soviètica, estaven unides per tren amb la República autònoma del Nakhtxivan.